# 北島村 (愛知県)
北島村（きたじまむら）は、愛知県中島郡にかつてあった村。現在の稲沢市の南東部に該当する。

## 歴史
- 1889年（明治22年）10月1日 - 町村制施行により、北島村が単独村制して発足。
- 1901年（明治34年）5月15日 - 玉田村と合併し、島田村が発足。同日北島村廃止。